# بيتر هاميلتون
بيتر هاميلتون (بالإنجليزية: Peter J. Hamilton)‏ (و. 1859 – 1927 م) هو محام، وقاض من الولايات المتحدة الأمريكية .

## التعليم
تعلم في جامعة برنستون، وجامعة ألاباما.